# Robertsonidra sutila
Robertsonidra sutila is een mosdiertjessoort uit de familie van de Robertsonidridae. De wetenschappelijke naam van de soort is voor het eerst geldig gepubliceerd in 2006 door Tilbrook.